# Andrew Auld
Andrew „Andy“ Auld (* 26. Januar 1900 in Stevenston, North Ayrshire, Schottland; † 6. Dezember 1977 in Johnston, USA) war ein US-amerikanischer Fußballspieler schottischer Abstammung.

## Vereinskarriere
Auld war auf Vereinsebene von 1919 bis 1935 für zahlreiche Mannschaften aktiv. Begonnen hatte er seine Karriere noch in seinem Geburtsland Schottland, das er 1923 in Richtung seiner neuen Heimat verließ. Die längste Zeit spielte er dort beim amerikanischen Verein Providence, für den er zwischen 1924 und 1930 277 Partien bestritt.
Nach seiner Fußballkarriere arbeitete Auld in der Metallindustrie.

## Nationalmannschaft
Er gehörte auch der Fußballnationalmannschaft der Vereinigten Staaten an und nahm mit ihr an der ersten Fußball-Weltmeisterschaft 1930 teil.
Dort kam der Mittelfeldspieler insgesamt zu drei Einsätzen. Zwischen 1926 und 1930 absolvierte er fünf Länderspiele für die USA. Dabei gelangen ihm zwei Torerfolge. 
Auld wurde 1986 in die National Soccer Hall of Fame aufgenommen.